# 정결한 혼인
정결한 혼인(Casti Connubii)은 1930년 교황 비오 11세가 그리스도교도의 혼인에 관해서 발표한 회칙의 표제 및 그 서두의 문구이다.